# Maglić (pohoří)
Maglić je pohoří na hranicích Bosny a Hercegoviny a Černé Hory, je součástí Dinárských hor. Je jedním z trojice pohoří, které obklopují Trnovačko jezero (spolu s Volujakem a Bioćem). Nejvyšší horou pohoří je Crnogorski Maglić (2388 m), ovšem většího věhlasu dosahuje o dva metry nižší Bosanski Maglić, neboť je nejvyšší horou Bosny a Hercegoviny.

## Vymezení
Na západě je Maglić údolím řeky Sutjeska oddělen od pohoří Zelengora, na jihu tvoří hranici mezi Maglićem a Volujakem potok Suha (Suški) a Mratinjská dolina odděluje další pohoří Bioć, na východě je ohraničením Magliće řeka Piva, za níž se zvedá Pivska planina a zcela na severu odděluje řeka Drina od Magliće pohoří Ljubišnja.
Jižním zakončením Magliće je Trnovački Durmitor (2235 m), který se strmě zvedá nad Trnovačkim jezerem a nabízí takřka letecký pohled na jeho hladinu, při němž vynikne srdcovitý tvar jezera. Spolu se sousední Trzivkou bývá Trnovački Durmitor někdy považován za samostatný masív.

## Významné hory
- Crnogorski Maglić 2388 m
- Bosanski Maglić 2386 m
- Klekov Maglić 2365 m
- Klekovo pleće 2310 m
- Mali Maglić 2309 m
- Kapa 2232 m
- Kom 2200 m
- Oblik 2116 m
- Veliko pleće 2020 m

## Vodstvo

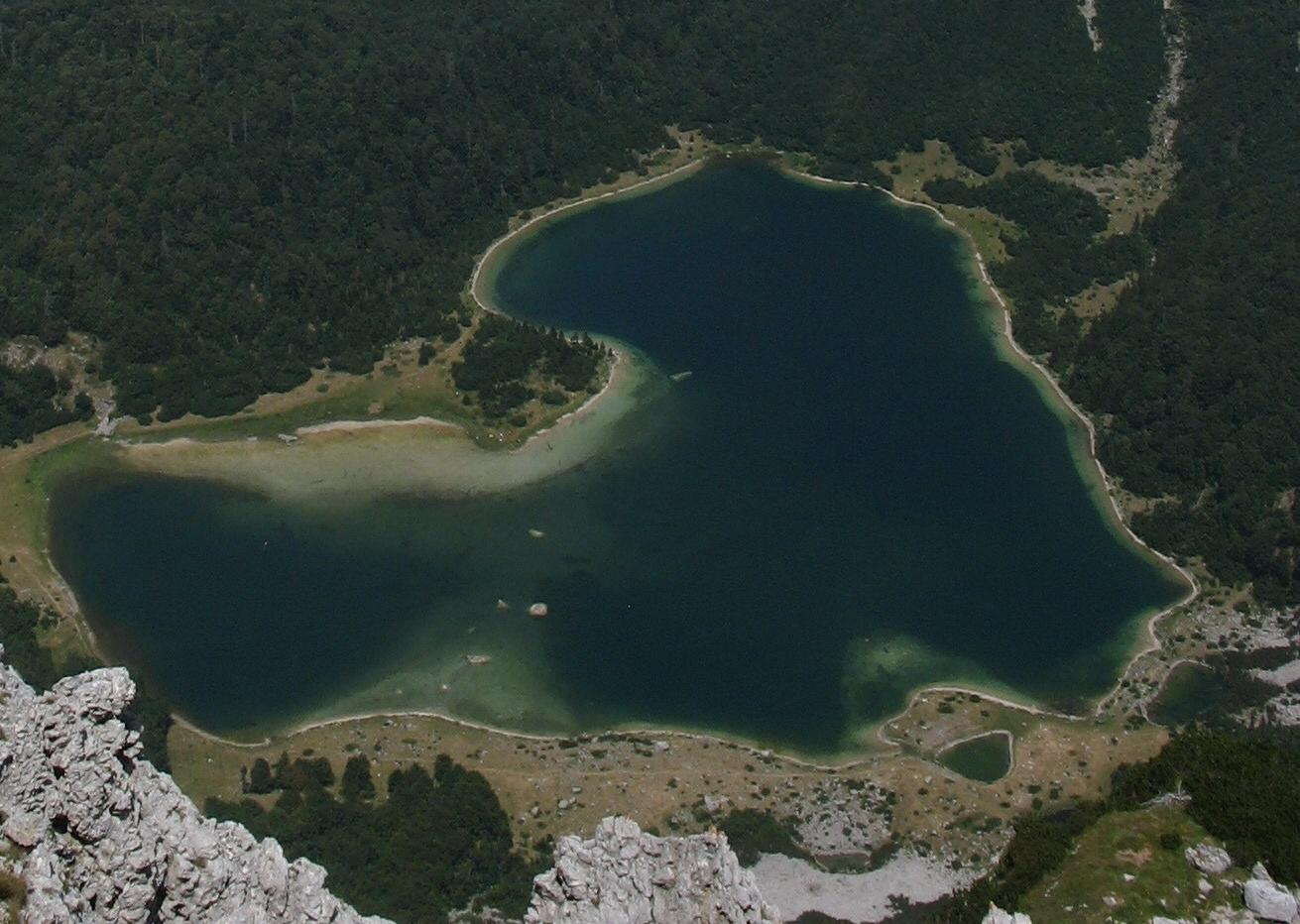
Trnovačko jezero

Vzhledem k vápencové stavbě je pohoří Maglić poměrně chudé na vodní zdroje. Většími vodními toky jsou pouze potoky Suha (Suški) a Peručica (na něm se nachází 75 m vysoký vodopád Skakavec) tekoucí do řeky Sutjeska a Mratinjský potok tekoucí do řeky Piva. Nachází se tu také několik ponorů a vyvěraček. Nicméně nejvýznamnějším fenoménem maglićského vodstva jsou dvě ledovcová jezera – Trnovačko jezero a Mratinsko jezero.

## Příroda
Pohoří je bohatě porostlé lesy – především bukovými a jedlovými. Nachází se tu prales Peručica – s rozlohou 1234 ha jeden z největších v Evropě.

## Osídlení
Vesnice se nacházejí pouze na okraji tohoto divokého pohoří, v údolí Sutjesky a Pivy. Na bosenské straně je to Tjentište, v Černé Hoře Mratinje. Ve vnitřní části pohoří se nacházejí pouze rekreační objekty a pastevecké salaše (Prijevor, Trnovačke, apod.).